# پالملا
پالملا (به پرتغالی: Palmela) یک شهرک و شهرستان در پرتغال است که در Setúbal District واقع شده‌است.

## خصوصیات
پالملا ۴۶۵٫۱۲ کیلومترمربع مساحت و ۶۲٬۸۳۱ نفر جمعیت دارد.

## خواهرخوانده
شهرهای São Filipe، خاوه‌آ و سانتیاگو دو کاکم خواهرخوانده‌های پالملا هستند.